# Innuitbeyrichia
Innuitbeyrichia is een geslacht van uitgestorven kreeftachtigen uit de klasse van de Ostracoda (mosselkreeftjes).

## Soort
- Innuitbeyrichia thorsteinssoni Copeland, 1980 †